# Yan Junling
Yan Junling (chinesisch 颜骏凌, Pinyin Yán Jùnlíng; * 28. Januar 1991 in Shanghai) ist ein chinesischer Fußballtorwart. Er steht seit 2006 für den chinesischen Erstligisten Shanghai Port FC unter Vertrag und ist seit 2015 Torwart der chinesischen Fußballnationalmannschaft.

## Karriere

### Verein
Von 2001 bis 2006 spielte Yan in der Genbau Football Academy in Shanghai, ehe er 2006 in den Kader des chinesischen Fußballclubs Shanghai SIPG (der später in Shanghai Port FC umbenannt wurde) aufgenommen wurde. Nach dem Abgang des Stammtorhüters von Shanghai, Gun Chao, dem wurde er selber zum Stammtorwart des Vereines. Er etablierte sich zu einem Schlüsselspieler des chinesischen Erstligisten und gewann in den Spielzeiten 2018 und 2023 die Meisterschaft. Auch in der AFC Champions League war er von 2016 bis 2019 Stammtorwart er Mannschaft und erreichte in diesen vier Jahren zweimal das Viertel- und einmal das Halbfinale.

### Nationalmannschaft
Yan Junling debütierte am 13. Dezember 2014 in einem Freundschaftsspiel gegen Kirgistan für die chinesische Auswahlmannschaft. Kurz danach wurde er in den Kader Chinas für die Asienmeisterschaft 2015 in Australien nominiert, kam jedoch nicht zum Einsatz. Nach sporadischen Einsätzen in den nächsten beiden Jahren, stand er ab 2018 häufiger auf dem Platz und wurde so zum Stammtorwart der Mannschaft. 2019 gehörte er zum chinesischen Kader bei der Asienmeisterschaft 2019 in den Vereinigten Arabischen Emiraten und stand dort in allen fünf Spielen im Tor. Auch während er WM-Qualifikation 2022 kam er in allen 18 Spielen zum Einsatz. 2024 wurde in den Kader Chinas für die Asienmeisterschaft 2024 in Katar nominiert und stand dort abermals in allen drei Spielen der Mannschaft im Tor.

## Erfolge
(Quelle:)
- Chinese Super League (1. Liga): 2018, 2023
- China League One (2. Liga): 2012
- China League Two (3. Liga): 2007
- Chinese FA Super Cup: 2019